# 本覚寺 (松戸市)
本覚寺（ほんかくじ）は、千葉県松戸市にある日蓮宗の寺院。

## 概略と沿革
1699年（元禄12年）、前身となる「本覚庵」が創建された。ただし住職不在で、上本郷村の在家の村人が共同管理していた。葬式はその都度、僧侶に来てもらって挙行したという。
1942年（昭和17年）、正式に住職が常駐することになり、日蓮宗寺院「全中山本覚寺」として発足した。
2011年（平成23年）の東日本大震災で、本覚庵時代からあった日蓮像が破損したため修理したところ、胎内から「文明15年（1483年）」の銘やその後の修理年を記した墨書が発見され、当寺の開山は室町時代に遡る可能性がある。

## 交通アクセス
- JR東日本常磐線北松戸駅より徒歩約8分。（経路案内）